# منطاد ار 101
منطاد آر 101 أو R101 هو منطاد بريطاني صلب تم انشائه عام 1929 كجزء من مشروع المناطيد الإمبراطورية. وبعد عدة عدة رحلات ابتدائية وتوسعتين لرفع الحجم، سقطت بتاريخ 5 أكتوبر 1930 في فرنسا خلال أول رحلة خارج إنجلترا وقد مات جراء الحادث 48 شخص. وخلال حوادث المناطيد بالثلاثينات، فقد تجاوز خسائر الأرواح عن كارثة هندنبرج عام 1937، ولكنها الثانية بعد حادثة اكرون الأمريكية عام 1933. تلك الحادثة قد انهت المشروع المناطيد البريطاني.